# 山田温泉 (沖縄県)
山田温泉（やまだおんせん）は、沖縄県国頭郡恩納村にある温泉。

## 泉質
- 含硫黄ナトリウム塩化物炭酸水素温泉（硫化水素型）[1]
  - 源泉温度 - 23.4℃（浴用に加熱）[1]
  - 湧出量 - 毎分1,500ml[1]

## 温泉街
『ルネッサンス　リゾート　オキナワ』の一施設として運営されている。

## 歴史
山田温泉は、温泉の少ない沖縄では珍しく1916年（大正5年）に海中に自然湧出しているのが発見された由緒ある温泉である。昔から薬水として地元の人に利用され、以前は「山田温泉」という旅館が存在していた。しかし、1988年にリゾートホテルが建てられ、温泉もホテルの施設の1つとして組み込まれた。
かつては日帰り入浴も可能だったが、2008年のリニューアル以降、同ホテル内で3～4連泊以上あるいはルネッサンスフロアおよび和室スイート宿泊者しか利用することができない。

## アクセス
- 車 : 沖縄自動車道石川ICより約5分
- バス：那覇方面からなら20番･120番でルネッサンスリゾート前下車すぐ[2]